# The Baby and the Battleship
The Baby and the Battleship (traduït El nadó i el cuirassat) és una comèdia britànica de color del 1956 dirigida per Jay Lewis i protagonitzada per John Mills, Richard Attenborough i André Morell. Es basa en la novel·la també de 1956 d'Anthony Thorne amb un guió de Richard De Roy, Gilbert Hackforth-Jones i Bryan Forbes. La Royal Navy, hi va tenir una gran participació cooperant amb les seqüències filmades a Malta i a bord del  HMS Birmingham .

## Argument
Quan un grup de mariners de la Royal Navy desembarca a Nàpols amb motiu d'un permís a terra, es veuen obligats a tenir cura d'un nadó, separat de la seva mare. Durant una baralla, Puncher Roberts es desperta d'un KO i es troba al nadó enmig d'una plaça completament buida. Incapaç de trobar al seu amic Knocker White, o a la mare del nen, passa de contraban el nadó a bord de la seva nau, que es troba enmig d'una sèrie d'operacions conjuntes amb les forces navals aliades a la costa d'Itàlia.

## Repartiment
- John Mills - Puncher Roberts
- Richard Attenborough - Knocker White
- André Morell - El Marshal
- Bryan Forbes - El professor Evans
- Michael Horden - Capità Hugh
- Ernest Clark - Comandant Geoffrey Digby
- Harry Locke - Oficial en Cap Blades
- Michael Howard - Joe
- Lionel Jeffries - George
- Clifford Mollison - Sails
- Thorley Walters - Tinent Setley
- Duncan Lamont - Mestre d'armes
- Lisa Gastoni - Maria
- Cyril Raymond - PMO
- Harold Siddons - Whiskers (Bigotes)
- D. A. Clarke-Smith - L'Almirall
- Kenneth Griffith - Sub-Tinent
- John Le Mesurier - Ajudant del Marshal
- Carlo Giustini - Carlo Vespucci
- Ferdy Mayne - Intèrpret
- Vincent Barbi - Segon Germà
- Gordon Jackson - Harry
- Vittorio Vittori - Tercer germà
- Martyn Garrett - El nadó
- Barry Foster - Mariner Dansaire
- Robert Ayres - Capità americà

## Curiositat
A bord del cuirassat els mariners freguen la coberta amb un pal de fregar i un cubell escorredor com els que es van patentar a Espanya aquest mateix any 1956.